# May-en-Multien
May-en-Multien je francouzská obec v departementu Seine-et-Marne v regionu Île-de-France. V roce 2011 zde žilo 899 obyvatel.

## Sousední obce
Crouy-sur-Ourcq, Lizy-sur-Ourcq, Ocquerre, Le Plessis-Placy, Rouvres-en-Multien (Oise), Varinfroy (Oise)

## Vývoj počtu obyvatel
Počet obyvatel 